# DSA-156
La DSA-156 es una carretera perteneciente a la Red Secundaria de la Diputación Provincial de Salamanca que une la  DSA-150  con la localidad de Bóveda del Río Almar.

## Origen y Destino
La carretera  DSA-156  tiene su origen en Bóveda del Río Almar en la intersección con la carretera  DSA-150 , y termina en el casco urbano de Bóveda del Río Almar, formando parte de la Red de carreteras de Salamanca.